# H8000
H8000 je souhrnný název hardcorových hudebních scén v západním Vlámsku v Belgii. Mezi místa s velmi aktivními scénami patří Kortrijk, De Haan, Bruges, Ypres, Izegem, Roeselare, Zeebrugge, Oostduinkerke.
Na scéně H8000 se objevují nejvíce metalcoreové kapely jako například celosvětově známí Liar či Congress.
Jméno se vyslovuje hate thousand. Písmeno H v názvu znamená hate jako nenávist, a sice nenávist, jež si musela scéna vytrpět, kvůli své odlišnosti od mainstreamu. Číslo 8000 zhruba udává rozhraní poštovních kódů vesnic západního Vlámska, kde scéna působí.

## Kapely
Mezi důležité kapely v historii scény patří Liar, Congress, Blindfold, Spirit Of Youth, Regression, Shortsight, Sektor, Firestone, Solid, Deformity, Spineless, Vitality, Empathy, Resist The Pain, Nations On Fire, Voices At The Front.